# SummerJob
SummerJob (zkratka SMJ) je letní křesťanská dobrovolnická brigáda (workcamp), při níž mladí lidé pomáhají v městečkách a vesnicích českého pohraničí těm, kteří o to projeví zájem; ideou je, aby šlo zejména o potřebné. V roce 2019 proběhl 10. ročník. Z původních 30 účastníků se jejich počet v posledních letech ustálil na 150. V roce 2019 bylo působištěm SMJ městečko Benešov nad Černou v podhůří Novohradských hor a okolní vesnice.
Svého druhu podobné akce jsou Workship v Plasích (spíše pro mladší účastníky) nebo kemp Go4Peace s evangelickým pozadím, který se letos (2019) konal poprvé v České republice.

## Podobné názvy
- Summer camp
- Workcamp